# Левик, Сергей Юрьевич
Сергей Юрьевич (Израиль Юделевич, Юлианович) Левик (при рождении Сруль Юдкович Левик;  16 [28] ноября 1883, Белая Церковь — 5 сентября 1967, Ленинград) — русский и советский оперный певец-баритон, музыковед и переводчик с французского и немецкого языков.

## Биография
Родился 16 ноября (по старому стилю) 1883 года в Белой Церкви в семье автора трудов по бухгалтерскому учёту на русском языке и идише Юды Галейви (Иделя Берковича, Юдки Берковича, Йегуды Беровича) Левика (1845—?), мещанина Трипольского общества Киевского уезда; мать — Йохевед Шулим-Шахновна Левик. Племянники — переводчик Вильгельм Левик и музыковед Борис Левик.
С девяти лет жил в Бердичеве. С 1907 года обучался на Высших оперных и драматических курсах в Киеве. С 1909 года выступал на сцене — Народного дома Товарищества оперных артистов под управлением М. Кирикова и М. Циммермана (затем Н. Фигнера и А. Аксарина), Театре музыкальной драмы в Петрограде. Преподавал сценическое искусство в Ленинградской консерватории.

## Партии
- Фигаро
- Риголетто
- Жермон
- Тонио
- Кочубей